# 卡拉沃沃州
卡拉沃沃州，或译卡拉波波州，是委內瑞拉北部的一個州，北臨加勒比海、西接亞拉奎州、南接科赫德斯州、東接阿拉瓜州、東南接瓜里科州，距离加拉加斯约两小时车程。该州首府巴伦西亚也是该国的主要工业中心。面積4,650平方公里，2011年人口为2,245,744人。
卡拉沃沃州是1821年6月24日卡拉沃沃战役的发生地。这是从西班牙独立战争中的决定性胜利，由西蒙·玻利瓦尔领导。1864年建州，下分十四個自治市。